# José Marajo
José Marajo (* 10. August 1954 in Paris) ist ein ehemaliger französischer Leichtathlet. Er gewann eine Goldmedaille bei Mittelmeerspielen.

## Sportliche Karriere
Der 1,77 Meter große José Marajo startete für Stade Français in Paris. 1982 war er französischer Meister im 800-Meter-Lauf.
Marajo trat bei 3 Wettkämpfen im Juniorenbereich und bei 23 Wettkämpfen im Erwachsenenbereich im Nationaltrikot an. 1973 bei den Junioreneuropameisterschaften in Duisburg belegte er in 1:50,81 Minuten den achten Platz über 800 Meter.
1976 bei den Olympischen Spielen in Montreal schied Marajo im Vorlauf über 800 Meter aus. 1977 erlief Marajo die Bronzemedaille bei der Universiade in Sofia. 1978 bei den Europameisterschaften in Prag trat Marajo über zwei Distanzen an. Zunächst erreichte er das Finale über 800 Meter und belegte den achten Platz. Auch über 1500 Meter qualifizierte er sich für die Finalteilnahme. In 3:38,20 Minuten belegte er den sechsten Platz mit anderthalb Sekunden Rückstand auf den Drittplatzierten. 1979 bei den Mittelmeerspielen in Split gewann Marajo den Titel über 1500 Meter mit drei Zehntelsekunden Vorsprung.
1980 bei den Olympischen Spielen in Moskau trat Marajo wieder über beide Mittelstrecken an. Über 800 Meter lief er in Halbfinale und Finale 1:47,3 Minuten und belegte im Endlauf den siebten Platz. Über 1500 Meter erreichte er das Finale in 3:39,6 Minuten. Im Endlauf kam er als Siebter in 3:41,5 Minuten ins Ziel. 1982 bei den Europameisterschaften in Athen trat Marajo nur über 800 Meter an und schied im Halbfinale aus. Im Jahr darauf bei den Weltmeisterschaften in Helsinki belegte er in seinem Halbfinale den dritten Platz in 1:46,39 Minuten mit 0,02 Sekunden Rückstand auf den Brasilianer Agberto Guimarães. Da im dritten Halbfinale fünf Läufer schneller waren, kam Marajo auch nicht über die Zeitregelung weiter. 1985 wurde Marajo bei den Hallenweltspielen in Paris-Bercy Siebter über 1500 Meter.

## Bestzeiten
- 800 Meter: 1:43,9 Minuten am 12. September 1979 in Saint-Maur
- 1500 Meter: 3:34,93 Minuten am 4. September 1983 in Rieti